# マリア島国立公園

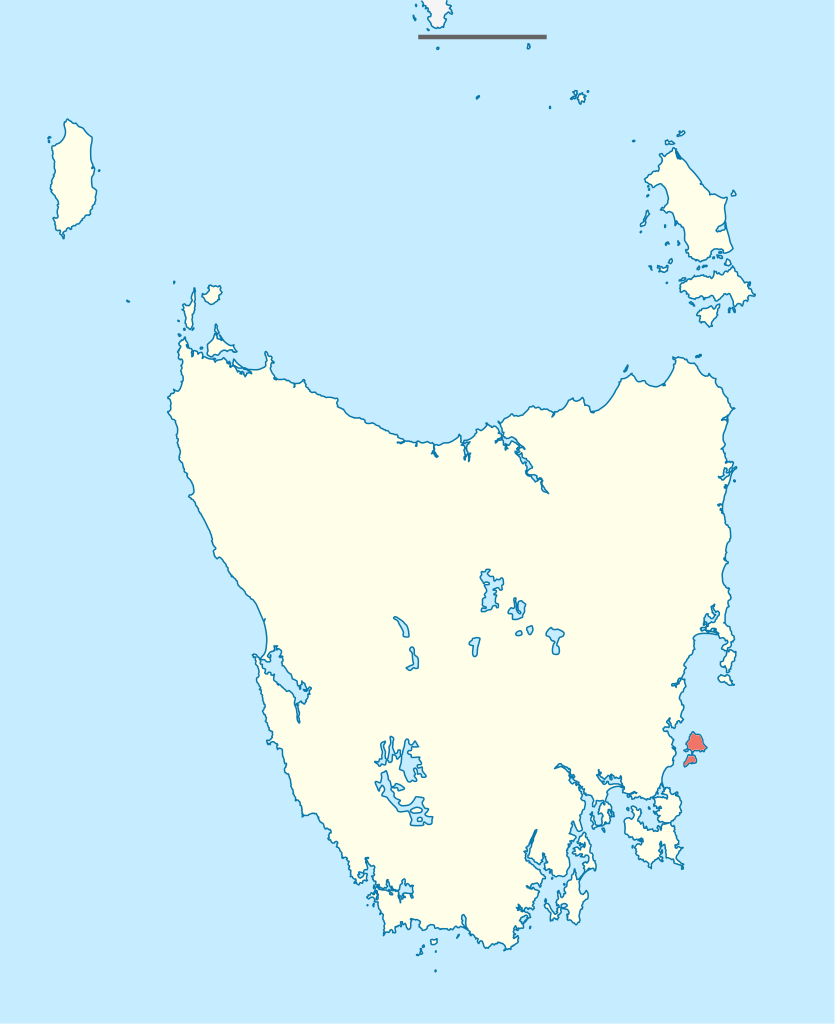
マリア島の位置(薄赤)

マリア島国立公園(マリアとうこくりつこうえん、英語: Maria Island National Park)はタスマニア島の東海岸のはずれにあるマリア島全体を占める公園。ホバートから北東に直線距離で69kmあり、陸路で約90km先にあるトリアブンナからフェリーに乗ることで行ける。この島は2つの収容所の時代や2つの工業の時代、農業の時代などの複雑な歴史を経て現在は最終的に国立公園となっている。マリア島は日帰り客や宿泊客に沢山の興味を引くものがあり、旅行者にとってのメッカとなっている。